# تفجير العكر (2012)
تفجير العكر حدث في 10 أبريل 2012 في قرية العكر شرق مملكة البحرين. وفقا لوزارة الداخلية فقد أصيب في الانفجار سبعة من رجال الشرطة ثلاثة منهم بجروح خطيرة. وقد توفي أحد رجال الشرطة لاحقا ودفن في مقبرة الحنينية بالرفاع الغربي. ألقت الوزارة باللائمة على المتظاهرين الذين استطاعوا استدراج رجال الشرطة إلى القرية عن طريق رمي زجاجة حارقة قبل أن تنفجر القنبلة. قال رئيس الأمن العام طارق الحسن: «تم تعليق قنبلة أنبوبية إلى حاوية كاملة من البنزين».
من ناحية أخرى ذكرت جمعية الوفاق الوطني الإسلامية حزب المعارض الشيعي الرئيسي في البحرين: «أحيطت المنطقة بالكامل من قبل قوات الأمن الذين فرض العقاب الجماعي» على القرية. ذكروا أيضا أن الشرطة كانت تطلق النار بالبنادق على السكان الذين طلبوا المساعدة.

## ردود الفعل

### المحلية
- أدان عدد من أعضاء مجلس النواب الهجوم ودعوا إلى «إجراءات صارمة ضد أولئك الذين ارتكبوا ذلك».
- قالت جمعية الوفاق أنها «تدين العنف بغض النظر عن مصدره».

### الدولية
- الأمين العام للأمم المتحدة بان كي مون أدان التفجير في 12 أبريل وأعرب عن قلقه من «الاستخدام المفرط للقوة ضد المتظاهرين الذي لا يزال يسفر عن سقوط ضحايا من المدنيين. أناشد جميع الاطراف إلى التحلي بضبط النفس والامتناع عن العنف».
- أدان الأمين العام لمجلس التعاون لدول الخليج العربية عبد اللطيف بن راشد الزياني «الانفجار الإرهابي» قائلا: «ترتكب تلك الإجراءات من أجل عرقلة عملية التنمية في عهد صاحب الجلالة الملك حمد بن عيسى بن سلمان آل خليفة».